# Estadio Pablo Comelli
El Pablo Comelli es un estadio argentino que se ubica en la ciudad de Remedios de Escalada, perteneciente al partido de Lanús, en la provincia de Buenos Aires. Es propiedad del club Club Atlético Talleres.
En el remozado estadio Pablo Comelli con capacidad para 18.000 personas, se conmemorará la inolvidable gesta con la presencia de muchos integrantes de "La Máquina del Sur".Extracto, Diario Clarín  

## Historia
Fue inaugurado en 1926, aunque recién comenzó a utilizarse en 1927. Ya al siguiente año los stands estaban en hierro, y en los años siguientes se implementaron estructuras de cemento. Talleres disputó en este estadio, entre otros, el primer campeonato profesional argentino, la Primera División, organizado por la Liga Argentina de Fútbol en 1931.
En la actualidad, cuenta con un sistema lumínico artificial y riego por aspersión, y tiene una capacidad para 18 000 espectadores.
Tuvo esa capacidad hasta el año 2010, cuando fue desmontada la tribuna oficial, que ocupaba gran parte de uno de los laterales de la cancha. La misma fue desmantelada por su antigüedad, aunque el club tiene planeado reemplazarla con una tribuna de cemento de la cual ya fue construido el primer tercio, inaugurado en 2011.
El estadio se encuentra en remodelación, con la ampliación de la platea local y construcción de palcos.  Dicha ampliación permitirá incrementar notablemente la capacidad del recinto, actualmente puede albergar la cantidad 16.000 espectadores.
La platea oficial lleva el nombre de Javier Zanetti y la tribuna popular lateral se denomina Germán Denis, mientras que las tribunas cabeceras norte y sur llevan los nombres de José Salomón y Ángel Bossio, respectivamente.